# Pinnaspis megaloba
Pinnaspis megaloba är en insektsart som beskrevs av Takahashi 1942. Pinnaspis megaloba ingår i släktet Pinnaspis och familjen pansarsköldlöss.
Artens utbredningsområde är Vietnam. Inga underarter finns listade i Catalogue of Life.